# Grandreefita
La grandreefita és un mineral de la classe dels sulfats. Rep el seu nom de la mina Grand Reef, a l'estat nord-americà d'Arizona, on va ser descoberta.

## Característiques
La grandreefita és un sulfat de fórmula química Pb₂(SO₄)F₂. És un rar sulfat fluorur de plom secundari, descompost per l'aigua. Va ser aprovada com a espècie vàlida per l'Associació Mineralògica Internacional l'any 1988, i publicada per primera vegada un any després. Cristal·litza en el sistema monoclínic. A la seva localitat tipus acostuma a trobar-se en forma de cristalls prismàtics aïllats. La seva duresa a l'escala de Mohs és 2,5. Els exemplars que van servir per a determinar l'espècie, el que es coneix com a material tipus, es troben conservats al Museu d'Història Natural del Comtat de Los Angeles i al Museu Nacional d'Història Natural de Washington.
Segons la classificació de Nickel-Strunz, la grandreefita pertany a «07.B - Sulfats (selenats, etc.) amb anions addicionals, sense H₂O, amb cations grans només» juntament amb els següents minerals: sulfohalita, galeïta, schairerita, kogarkoïta, caracolita, cesanita, aiolosita, burkeïta, hanksita, cannonita, lanarkita, itoïta, chiluïta, hectorfloresita, pseudograndreefita i sundiusita.

## Formació i jaciments
Va ser descoberta a la mina Grand Reef, situada al Canó Laurel, prop de Klondyke, localitat que pertany al comtat de Graham, a Arizona (Estats Units). Sol trobar-se associada a altres minerals com: galena, fluorita, quars i anglesita. També ha estat descrita a la mina Megala Pefka No. 28, al districte miner de Lavrion, a Grècia. Són els dos únics indrets d'arreu del planeta a on ha estat trobada aquesta espècie.